# Inspección técnica de vehículos
La inspección técnica de vehículos (ITV) o revisión técnica de vehículos es un tipo de mantenimiento legal preventivo en que un vehículo es inspeccionado periódicamente por un ente certificador, el cual verifica el cumplimiento de las normas de seguridad y emisiones contaminantes que le sean aplicables.
En algunas legislaciones, es necesario que un vehículo apruebe la ITV para poder ser matriculado o para renovar su licencia o patente, dicha aprobación se acredita mediante un certificado emitido por la entidad a cargo de la inspección, en algunos casos adicionalmente se adhiere un distintivo en el parabrisas, en la placa patente o en otro lugar del vehículo donde resulte visible, a fin de facilitar su fiscalización. En algunos países la inspección se realiza en talleres ambulantes en diferentes puntos de las ciudades.

## Estándares internacionales
La inspección vehicular se realiza en diferentes países y comúnmente es indispensable para poder circular en las carreteras. Las ITV se suelen regir por la Norma ISO/IEC 17020 “Evaluación de requisitos para el funcionamiento de los diferentes tipos de organismos que realizan la inspección”.

## Unión Europea

### España
Está establecido por ley la periodicidad mínima con la que los vehículos deben pasar la ITV, así como situaciones extraordinarias que obligan a acudir a la revisión. La ley establece, dependiendo de la categoría del vehículo (turismo, camión, furgoneta, motocicleta, vehículos de alquiler, de autoescuelas, etc.), una periodicidad mínima obligatoria para pasar la ITV. Así, la legislación española establece que para los turismos de uso privado (la mayoría de vehículos matriculados) la primera revisión se ha de realizar al transcurrir cuatro años desde la fecha de matriculación, y deberá repetirse cada dos años hasta que cumpla los diez años; a partir de ese momento se deberá pasar anualmente. Para las furgonetas se dobla esta periodicidad, es decir, la primera es a los dos años, y se repetirá cada dos hasta los seis años, luego anual hasta los diez años y a partir de los diez años, cada seis meses. Los vehículos que hayan sufrido un daño importante a consecuencia de un accidente que pueda haber afectado a algún elemento de seguridad (dirección, transmisión, frenado, suspensión, bastidor o alguna estructura de anclaje) pueden ser obligados a realizar una revisión según el dictamen del atestado, retirándoles en este caso el permiso de circulación a sus conductores y enviándolo a Tráfico hasta que la avería esté solventada.
Las inspección de vehículos está regulada por el Real Decreto 920/2017 y las estaciones de ITV por el Real Decreto 224/2008.
En España, las estaciones de ITV dependen de la comunidad autónoma a la que pertenezcan y generalmente son concesiones administrativas, pero en alguna comunidad autónoma son gestionadas por la misma comunidad autónoma. El precio de revisión puede variar en función de la comunidad autónoma en la que se realice.

#### Elementos que se revisan en la ITV
- En primer lugar se comprueba que los datos identificativos del vehículo,  matrícula, número de bastidor, marca y modelo coinciden con los datos contenidos en la documentación del vehículo entregada por el usuario, que es el Permiso de Circulación y la Tarjeta de Inspección Técnica de Vehículos (Tarjeta ITV).[5]
- El acondicionamiento exterior: espejos retrovisores, visibilidad, lunas, placa matrícula, etc.
- El estado general de la carrocería así como el bastidor, piso y bajos del vehículo.
- El acondicionamiento interior del vehículo: funcionamiento puertas, ventanillas, mecanismos de cierre, cinturones de seguridad, etc.
- La señalización y el alumbrado: luces de cruce, luces de carretera, intermitentes, luz de freno, marcha atrás, etc.
- Eficacia del circuito de frenado.
- Funcionalidad de la dirección para detectar si existen holguras.
- Suspensión y ejes: rótulas, amortiguadores y articulaciones.
- Funcionalidad del motor: nivel de ruido, emisión de monóxido de carbono dentro de los límites permitidos, etc.
- Peso (en vehículos cuya masa pueda influir en su clasificación en una u otra categoría).
- El estado de los neumáticos. Es importante que el dibujo esté bien definido (sobre todo en los dos neumáticos delanteros que son los que más desgaste sufren) y que la banda de rodadura tenga una profundidad de al menos 1,6 mm.
- Las placas de la matrícula deben estar bien unidas a la carrocería, ser legibles y no estar dobladas.

#### Tipología de defectos y resultados de inspección
Se establecen cuatro resultados posibles en el informe de inspección:
1. Inspección favorable
2. Inspección desfavorable
3. Inspección negativa.

Se establecen tres tipos de defectos:
1. Defectos Leves (DL)
2. Defectos Graves (DG)
3. Defectos Muy Graves (DMG)

Si se descubriesen defectos leves (DL), la inspección será considerada favorable, pero el usuario debe corregirlos, aunque no debe volver para la comprobación de la subsanación de los mismos. Si el vehículo tiene defectos graves (DG), la inspección será considerada desfavorable el propietario está autorizado a dirigirse a repararlo y volver a la estación de ITV donde pasó la primera inspección para comprobar la subsanación de dichos defectos.
En el caso de diagnosticarse defectos muy graves (DMG), la inspección será considerada negativa, el vehículo no está autorizado a abandonar la estación de ITV por medios propios, sino que tendrá que hacerlo por medios ajenos (grúa o similar) hasta el lugar de reparación, y volver para la comprobación de defectos.
El resultado de inspección favorable permite circular al vehículo con normalidad hasta que vuelva a caducar la inspección.

#### Reflejo del resultado
El resultado de la inspección técnica, así como la fecha en que haya tenido lugar, quedarán reflejados en el apartado correspondiente de la tarjeta ITV, copia en papel de la tarjeta ITV emitida en soporte electrónico, o certificado de características.

#### Consecuencias de un rechazo de la ITV
Si en la inspección del vehículo el  resultado  es desfavorable, los defectos detectados en la inspección deben de ser corregidos en el plazo de 60 días naturales, no está permitida la circulación del vehículo, excepto para ir al taller para reparar los defectos y volver al centro de ITV donde se le rechazó, una vez subsanado los defectos  se pasa la segunda inspección para comprobar que los defectos han sido subsanados, si está todo correcto se le dará la inspección favorable, y si sigue manteniendo los defectos seguirá siendo inspección desfavorable hasta que no subsane los defectos.
Un vehículo que no haya realizado la inspección en el plazo determinado y circule con la ITV caducada, puede ser sancionado y si se detectan fallos muy graves en su funcionamiento, que supongan además, un peligro para la circulación del vehículo o para sus ocupantes, puede ser inmovilizado por los agentes encargados de la vigilancia de la seguridad vial. 
En España, dichos agentes son la Guardia Civil de Tráfico o las policías autonómicas con competencia en materia de Tráfico, (en las Comunidades Autónomas donde existan) y las Policías Locales (territorio urbano), en las ciudades y pueblos donde exista dicha policía local.

## América
La inspección técnica de vehículos se realiza en diferentes países y comúnmente es indispensable para poder circular legalmente en las carreteras.
- En Estados Unidos varía en función del estado y algunos estados, como Florida por ejemplo, no existe la ITV.

- En Canadá la legislación varía en función de cada provincia, existiendo provincias donde no es requerida[7]

- En México se le denomina Programa de Verificación Vehicular al mecanismo de control de emisiones vehiculares en la Ciudad de México, el Estado de México y algunos Estados de la República Mexicana, que tiene como fin apoyar la restricción vehicular del programa llamado Hoy No Circula, el cual tiene como fin el evitar la excesiva emisión de contaminantes. Es operado por la Secretaría del Medio Ambiente de la Ciudad de México y la Secretaría de Medio Ambiente en el Estado de México. Se realiza en los locales autorizados denominados Verificentros. Para ello en México existe un calendario de verificación vehicular para consultar cuando tiene que verificar cada auto según el color de engomado y la terminación del número de su placa.

- En Colombia se denomina RTM y EC (Revisión Técnico Mecánica y de Emisiones Contaminantes, la cual esta regida por el Ministerio de Transporte, la superintendencia de puertos y transporte. Enmarcada en la Ley 769 de 2002. Código Nacional de Tránsito Terrestre. Capítulo VIII. Revisión Técnico Mecánica. Por razones de seguridad vial y de protección al ambiente, el propietario o tenedor del vehículo de placas nacionales o extranjeras, que transite por el territorio nacional, tendrá la obligación de mantenerlo en óptimas condiciones mecánicas y de seguridad. Se realiza en CDA's (Centros de Diagnóstico Automotriz), ya sean públicos o de empresarios particulares. Los CDA's se rigen por leyes, resoluciones, y normas emanadas por las autoridades. Dentro de ellas encontramos algunas como la ley 769 de 2002, resolución 910 de 2008 y Normas técnicas Colombianas (NTC) NTC 5365, 5375, 5385, 4231, 4983, NTC 5385 Para creación de los CDA, entre otras.

- En Costa Rica se denomina con el nombre RTV o RITEVE (revisión técnica vehicular) que se hace anualmente para vehículo particular y 2 veces por año para taxis.

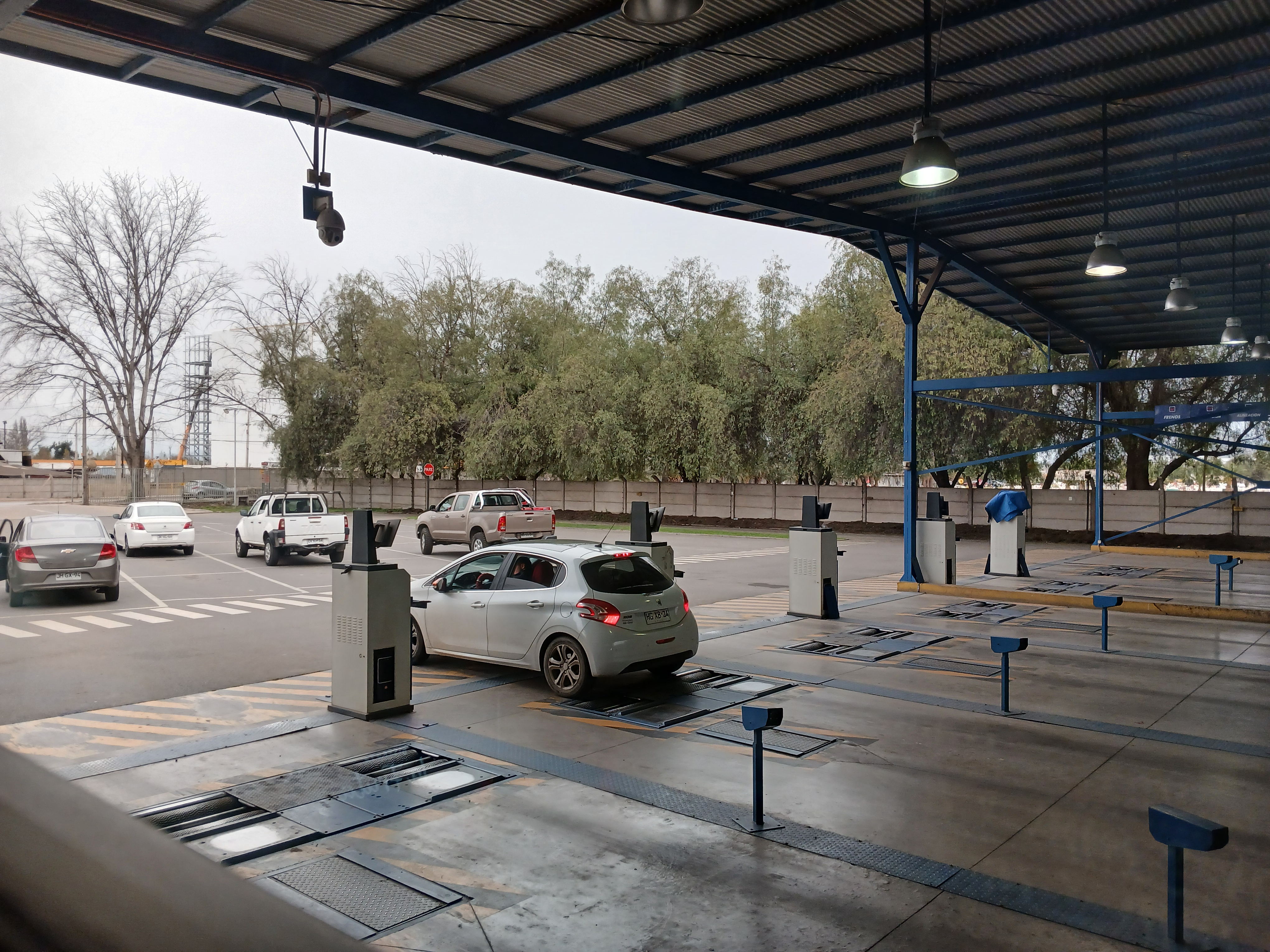
Planta de revisión técnica en la comuna de Maipú.

- En Chile, la Revisión Técnica Vehicular es una revisión obligatoria que todos los vehículos deben realizar periódicamente para evaluar su estado de seguridad y emisiones contaminantes y garantizar que los vehículos circulen de manera segura y cumplan con las normativas ambientales establecidas. Una Planta de Revisión Técnica (PRT) es un establecimiento encargado de realizar cada determinado periodo de tiempo una inspección obligatoria. El certificado en condición de aprobado obtenido de esta inspección es requisito para renovar el Permiso de Circulación anual que otorga cada municipio. Las concesiones para operar de dichas empresas, se entregan mediante licitación pública a privados.[8] Su funcionamiento y reglamentación están normados en el D.S. 156 de 1990.[9]
- En Argentina, la Verificación Técnica Vehicular (VTV) es la encargada de controlar los vehículos anualmente.